# Liparis kerintjiensis
Liparis kerintjiensis är en orkidéart som beskrevs av Johannes Jacobus Smith. Liparis kerintjiensis ingår i släktet gulyxnen, och familjen orkidéer. Inga underarter finns listade i Catalogue of Life.